# 3,7cm KPÚV vz. 34
3,7cm KPÚV vz. 34 byl první československý protitankový kanón v dobové terminologii označovaný jako: kanón proti útočné vozbě.

## Historie
Začátkem roku 1933 vydala výzbrojní komise požadavky na konstrukci nového kanónu, se kterými se obrátila na Škodovy závody. Hlavním požadavkem byla hmotnost děla do 250 Kg v palebném postavení a schopnost probít 30mm pancíř na vzdálenost 1 000 metrů. Zbraň dostala ve Škodovce typové označení A3. Kanón A3 byla sice moderní a podařená konstrukce s dobrými parametry, ale vlivem rychlého vývoje obrněné techniky začal být záhy nevyhovující. Proto Škoda nabídla hned další rok armádě vylepšenou verzi 3,7cm KPÚV vz. 37. Po Mnichovské dohodě byla zbraň navržena k odprodeji do zahraničí, prodej se ale nepodařilo uskutečnit a po okupaci zbytku Československa byly zbraně zabaveny německou armádou a využívány pod označením 3,7cm PaK 34(t).

## Popis
Kanón má ocelovou hlaveň s úsťovou brzdou, závěr je vertikální klínový a je vybaven poloautomatikou. Lafeta je rozdělena na vrchní se štítem a spodní s rozvíratelnými rameny. Zbraň se vyráběla ve třech verzích: M, J a P
Verze P (pěchotní) měla sklopná lafetová ramena a dřevěná loukoťová kola s ocelovými obručemi. Verze M (motorizované jednotky) a J (jezdectvo) byly vybaveny pryžovými obručemi, ale varianta J neměla sklopná lafetová ramena.

## Použití v tancích
Kanón A3 (34 UV) byl použit u prvního Československého tanku LT vz. 34. Ačkoli nebyl kanón pro toto použití dostatečně uzpůsoben a měl příliš dlouhý zákluz a málo kryté brzdovratné ústrojí, jednalo se o poměrně moderní a výkonnou zbraň.
Byl použit v těchto tancích:
- LT vz. 34
- LT vz. 35
- Praga LTP